# Salomo ben Simon Zemach Duran
Salomo ben Simon Zemach Duran (* um 1400 in Algier; † 1467 ebenda) war ein naturwissenschaftlich gebildeter Halachist in Nordafrika.
Unter anderem verteidigte er in seiner Schrift milchämät mitzwah („Pflichtkrieg“) das Judentum gegen Angriffe des Gerónimo de Santa Fe und erwiderte dessen Vorwurf der Unmoral mit kritischen Hinweisen auf das Leben des christlichen Klerus.